# 우라도메 해안

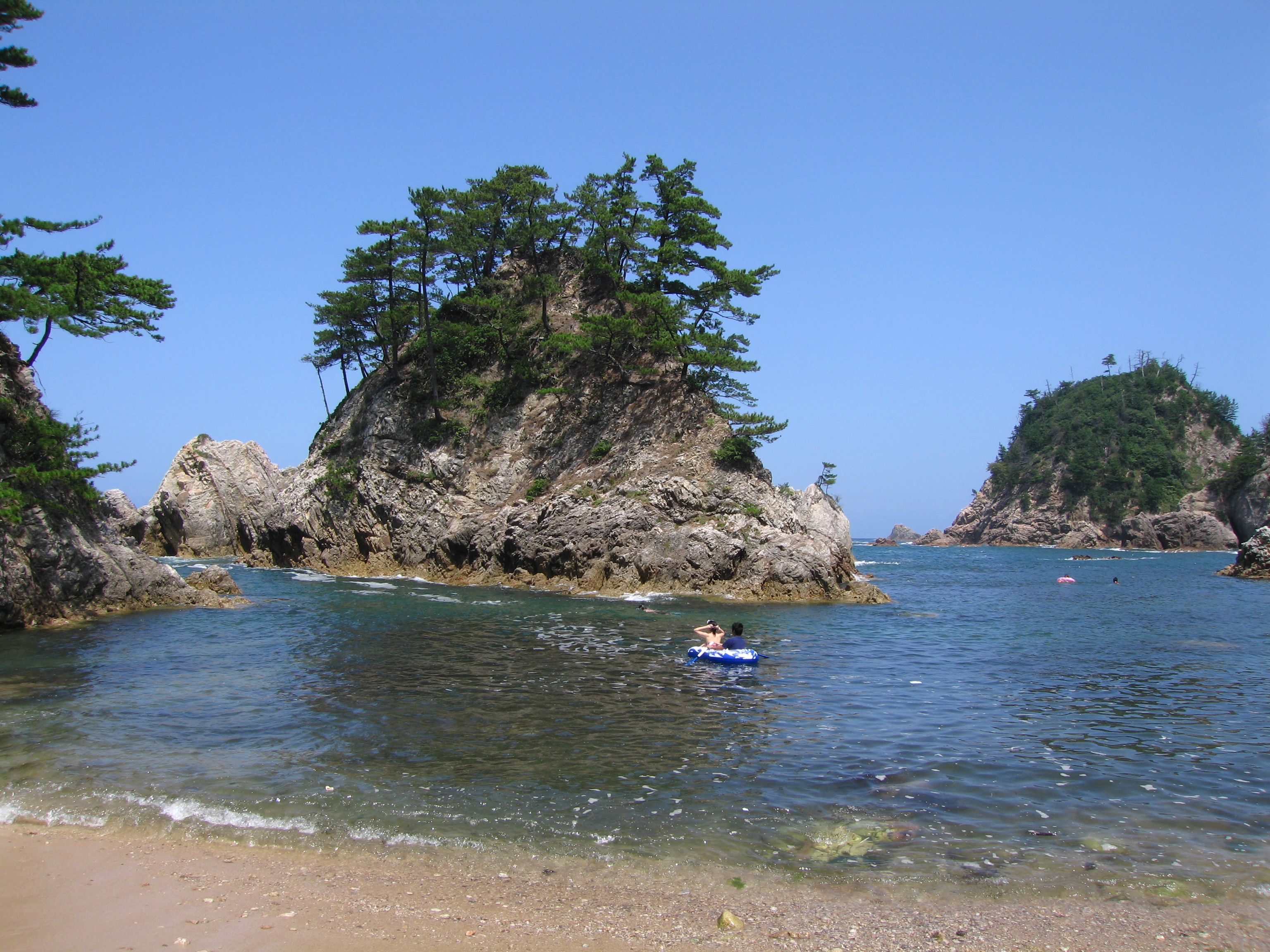
가모가이소

우라도메 해안(浦富海岸)은 일본 돗토리현 이와미군 이와미정에 있는 약 15km에 걸친 리아스식 해안이다. 다지마미호노우라의 서쪽에 위치한다.
나라 명승, 천연기념물로 지정되어 있다. 해안 서부에는 해수 등으로 인해 침식에 의한 화강암 지형이 늘어져 있어서 해면상에 크고 작은 섬이나 바위가 흩어져 있다. 해안 동부에는 얕은 모래 해변이 펼쳐져 여름에는 해수욕장으로 붐빈다.